# فرودگاه گیلمور اگ ایر
فرودگاه گیلمور اگ ایر (به انگلیسی: Gilmour Ag Air Airport) یک فرودگاه خصوصی است که یک باند فرود چمن دارد و طول باند آن ۷۶۲ متر است. این فرودگاه در شهر جفرسون، اورگن کشور ایالات متحده آمریکا قرار دارد و در ارتفاع ۷۴ متری از سطح دریا واقع شده‌است.